# Пре (Фрібур)
Пре (фр. Prez) — громада  в Швейцарії в кантоні Фрібур, округ Сарін.

## Географія
Громада розташована на відстані близько 38 км на південний захід від Берна, 11 км на захід від Фрібура.
Пре має площу 16 км², з яких на 6,9% дозволяється будівництво (житлове та будівництво доріг), 68,8% використовуються в сільськогосподарських цілях, 23,3% зайнято лісами, 1% не є продуктивними (річки, льодовики або гори).

## Демографія
2019 року в громаді мешкало 2246 осіб (+26,3% порівняно з 2010 роком), іноземців було 13,1%. Густота населення становила 140 осіб/км².
За віковим діапазоном населення розподілялося таким чином: 25,5% — особи молодші 20 років, 60,9% — особи у віці 20—64 років, 13,6% — особи у віці 65 років та старші. Було 853 помешкань (у середньому 2,6 особи в помешканні).
Із загальної кількості 459 працюючих 116 було зайнятих в первинному секторі, 89 — в обробній промисловості, 254 — в галузі послуг.